# Ciutat de Yarkand
Yarkand (en xinès modern 莎車, pinyin: Shāchē o Suōchē) és una ciutat a la República Popular de la Xina a la regió autònoma de Xinjiang, a uns 1.189 m sobre el nivell de la mar, amb una població al tomb dels 400.000 habitants. És capital del comtat de Yarkand de la prefectura de Kashgària, i es troba prop del desert de Taklamakan. L'oasi de Yarkand cobreix una superfície de 3.210 km² però abans era més gran. La població és de majoria uigur i l'entorn és agrícola amb algunes mines, pous petroliers i gas. És a mig camí entre Kaixgar i Khotan i és l'inici d'una carretera cap a Aksu. L'autopista nacional xinesa 219 (Xinjiang-Tibet) fou construïda a partir del 1956 i comença a Yarkand i corre cap al sud-oest creuant l'Aksai Chin fins al Tibet central. Una altra carretera l'uneix al corredor de Wakhan, des d'on es pot arribar pel pas de Baroghil fins al Pakistan o cap al Badakhxan.

## Història

### Orígens i conquesta xinesa
El regne de Yarkand fou conegut dels xinesos almenys des del segle ii aC. Als annals dels Han (Hou Hanshu) s'esmenta com a regne de Soujou o So-kiu.
L'establiment xinès al Tarim va rebre un gran impuls amb l'emperador Xuandi (Liu Xun) (74-49 aC). Turfan fou sotmès el 67 aC i Yarkand el 65 aC. Una breu retirada xinesa (64-60 aC) va deixar pas a una nova ofensiva que va completar el domini de la regió. Yarkand va quedar sota influència xinesa fins al final de la dinastia Han (després de l'any 8 dC) quan els xiongnu es van acostar a la zona, quan el rei de Yarkand, Yan, era el més poderós de la regió, i s'hi va oposar. El rei havia estat ostatge a la cort xinesa i havia crescut allí i era decididament favorable a la Xina, de la que havia copiat el sistema administratiu.

### Conflictes i consolidació regional
Yan va morir l'any 18 i el va succeir el seu fill Kang, que va encapçalar la resistència del regnes de la conca del Tarim contra el xiongnu. El 29 va rebre títols xinesos i en aquest moment estaven sota la seva dependència 25 reis, el domini dels quals fou confirmat per la nova dinastia xinesa. Kang va morir l'any 33 i el va succeir el seu germà petit Hien o Xian que va conquerir els regnes de Jumi (Keriya) i Xiye (Karghalik) i va matar els seus reis col·locant al seu lloc a dos fills del seu germà gran el difunt rei Kang.
El 38 es va aliar al rei de Shanshan (Lob Nor) i junts van enviar ambaixadors a la cort xinesa on van oferir tribut. Tots els regnes a l'est del de Congling (el regne dels pamirs al Pamir) depenien de and. El 41 va tornar a enviar ambaixadors a la cort imperial i li fou donat a Xian el títol de Protector general de les regions occidentals, carros de combat, estendards, i or i altres objectes. Però més tard el títol de Protector li fou retirat, ja que segons un ministre (Pei Zun, administrador de Dunhuang) no havia d'estar en mans estrangeres, i fou substituït pel títol de Gran general Han, però Xian va refusar el canvi i va retornar el nou segell. Els xinesos van anar a Yarkand i van agafar l'anterior segell per la força; això va fer que Xian estigués ressentit contra Xina.
Xian es va seguir anomenant gran protector i fins i tot va assolir el títol xiongnu de chan-yu.

### Desafiaments interns i externs
Va atacar Kudjha i altres regnes que se li oposaven. L'any 45 divuit reis, entre ells el de Turfan, el de Shanshan i el de Qarashahr van enviar als seus fills a la cort imperial i van oferir tributs, però l'emperador no els va acceptar com a ostatges perquè considerava el país pacificat.
Els atacs de Xian van alarmar a altres reis que van demanar el fi de les hostilitats. El 46, Xian, que seguia exercint com a Protector, ja que ningú havia estat nomenat al seu lloc, va enviar una carta al rei An de Shanshan, en la que demanava que impedís l'arribada de l'enviat Han. Com que el rei de Shanshan no va obeir l'ordre i va matar el missatger, i Xian va atacar Shanshan, on el rei An fou derrotat en la batalla i va fugir cap a les muntanyes i Xian va matar més de 1000 homes i després es va retirar. Tot seguit va atacar Kudjha, va matar el seu rei i va annexionar el país.
El rei de Shanshan demanava l'enviament d'un protector general i altres regnes el secundaven però Xina no podia enviar cap oficial amb poder així que els reis de Shanshan i de Turfan es van sotmetre als xiongnu. El rei de Guisai va matar a uns enviats de Xian i aquest va atacar el seu llunyà regne i va instal·lar a un noble anomenat Sijian al front del país. Després va nominar al seu propi fill Zeluo com a rei de Kudjha però en va segregar una part del regne amb el que va formar un nou regne que es va dir Wulei (Yengisar), i en va fer rei a Sitian de Guisai, mentre en aquest regne va nomenar un altre noble.

### Reorganització
Un temps després la gent de Kudjha va matar a Zeluo i Sijian, i va enviar ambaixadors als xiongnu demanant un nou rei. Els xiongnu van donar el tron a un noble anomenat Shendu. El regne de Dayuan o Ferganà va reduir el seu tribut a Xian i aquest va agafar una força militar i va marxar a Ferganà. Yanliu, el rei de Dayuan (Ferganà), es va presentar i es va sotmetre, i Xian se'l va emportar al seu propi regne. Llavors va reorganitzar el regne: Qiaosaiti, rei de Jumi (Keriya) va passar a ser rei de Dayuan (Ferganà). Kangju (Taixkent més les regions de Txu, Talas, i part de la conca del Iaxartes) va atacar al nou rei de Ferganà que va fugir cap al seu regne original de Keriya, un any després. Xian el va reconèixer rei de Keriya i va tornar el regne de Ferganà a Yanliu a canvi d'aportar el tribut exigit. També va destituir al rei de Khotan, Yulin, al que va nomenar rei de Ligui mentre va donar el regne de Khotan al seu germà menor Weishi.
Al cap d'un any Xian va sospitar d'una possible revolta i el va cridar juntament amb els reis de Jumi (Keriya), Gumo (Aksu) i Zihe (Shahidulla), i els va matar a tots; al seu lloc ja no va col·locar reis sinó generals governadors. Ron, fill de Weishi, va fugir a la cort xinesa on va rebre un títol imperial (Marques que manté la virtut). Un general de Xian, Junde, que va ser nomenat governador de Khotan, va actuar allí despòticament.
L'any 60 el general Junde fou assassinat per un oficial xinès de nom Du-mo, però un general de nom Xiumo Ba, aliat a un altre oficial xinès de nom Han Rong, va matar a Du-mo i va prendre el poder assolint el títol reial. Tot seguit va derrotar el souju (general) governador de Pishan (moderna Pishan o Guma). Xian va enviar contra ell a 20000 soldats dirigits pel seu hereu, però Xiumo Ba els va derrotar i la meitat van morir. Xian va dirigir llavors l'atac personalment però altra vegada Xiumo Ba va guanyar la batalla. Xian va fugir cap a Yarkand que sou assetjada per Xiumo Ba però va morir d'una ferida i els seus soldats es van retirar a Khotan. El canceller de Khotan, Suyule, va proclamar rei al net de Xiumo, Guangde. Mentre els xiongnu, aliats amb Kudjha i altres regnes, van atacar Yarkand sense aconseguir la seva conquista. Guangde, coneixedor de què Yarkand estava exhaust, va enviar al seu germà petit, Rem "Marques que aguanta l'estat" amb un exèrcit a atacar a Hien o Xian. Aquest va demanar la pau. Xian va donar la seva filla en matrimoni i va alliberar al pare de Guangde que feia anys era a la presó a Yarkand. En aquestos termes es va acordar la pau.
L'any següent (61) el canceller de Yarkand, Qieyun, i altres, van conspirar contra Xian i sotmetre la ciutat a Khotan. Guangde de Khotan va enviar trenta mil homes contra Yarkand i Xian es va sorprendre del trencament de la pau. Guangde va demanar una entrevista i quan Xian la va concedir el van fer presoner. Yarkand fou annexada a Khotan. Xian fou fet presoner carregat de cadenes i un any després executat.
Els xiongnu van enviar llavors a 5 generals amb més de trenta mil homes en part dels regnes de Karashahr, Korla i Kudjha, per assetjar Khotan. Guangde es va sotmetre als xiongnu i va enviar al seu hereu com a ostatge. Els xiongnu van acceptar però van imposar el restabliment de Bujuzheng, fill de Xian (que tenien com a ostatge) com a nou rei de Yarkand. Guangde no va tardar a atacar Bujuzheng al que va matar i el va substituir pel seu germà petit Qili (86).

### Dominació xinesa efímera

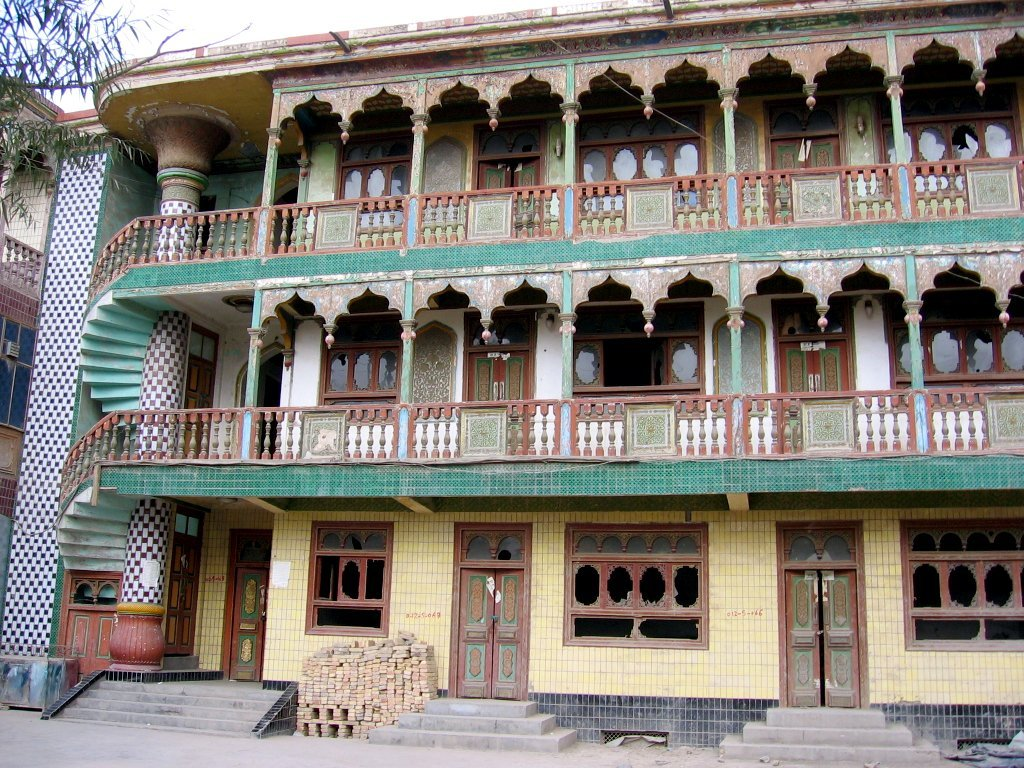
Edificis de la ciutat vella

La penetració directe xinesa es va iniciar el 73. El rei de Yarkand es va sotmetre el 74. La dominació xinesa fou efímera doncs l'any 75 es va produir una revolta general contra els xinesos (poc abans de la mort de l'emperador que va morir aquell mateix any) a la que els xiongnu van donar suport. El 76 l'emperador xinès va ordenar evacuar la regió. El general xinès Ban Chao va intuir que si deixava el territori en mans dels xiongnu era la mateixa Xina la que estava en perill i es va retirar de Kaixgar i va arribar a Khotan, on el rei va manifestar la seva fidelitat; llavors el general va retornar a Kaixgar que havia caigut en mans de Kudjha (aliat dels xiongnu). Els caps locals foren executats i el domini xinès restaurat.
El 78, amb soldats reclutats a Khotan, Sogdiana i Kaixgar, es va apoderar d'Aksu i d'Utx Turfan. Ban Chao va escriure a l'emperador per justificar la seva acció. En les cartes parla de la importància d'ocupar els 36 regnes de l'Àsia central per tallar el camí dels xiongnu. L'emperador xinès va acceptar les seves raons i les conquestes van continuar. Yarkand fou sotmesa a la Xina. El 91, Ban Chao va rebre de l'emperador el títol de "Protector general" equivalent a virrei de l'Àsia central i va establir residencia a To Kien (prop de Kudjha), mentre un altre general es va establir a Kaixgar. La revolta es va acabar el 94 amb la conquesta de Qarashahr.
Ban Chao es va jubilar el 102 i va tornar a la Xina on va morir el mateix any. Els seus successors no van ser tan afortunats i la seva política va provocar la revolta general el 106. El 107, davant la continuïtat de la revolta, la cort imperial va cridar a totes les guarnicions amenaçades. Yarkand es va oposar a Khotan durant anys i fou aliada de Kaixgar. Fou Pan Yong, fill de Ban Chao, qui va restaurar l'obra paterna: entre el 123 i el 127 va conquerir tots els regnes (17) i va derrotar a les hordes xiongnu. Yarkand es va sotmetre el 127. El 131 el rei de Yarkand, junt amb els de Kaixgar i Ferganà va enviar tributs a la cort imperial.

### Canvis culturals

#### Heftalites
El domini xinès a Yarkand no fou destorbat per molt de temps. Al segle iii va desaparèixer la influència xinesa que fou substituïda per la dels heftalites però alternada amb fidelitats temporals als regnes xinesos al segle iv. Al segle V es va imposar la dinastia Wei, i al començament del segle VII hi exercien un cert control els turcs occidentals.. La població tenia un predomini iranià, sens dubte descendents dels saces, saces o saka. El peregrí Xuan Zang (abans transliterat com Hüan-tsang) esmenta a l'inici del segle VII que la religió dominant era el budisme de la tendència del Gran Vehicle o Mahayana; la ciutat l'anomena Che-ku-ka i diu que tenia molts monestirs però alguns estaven en ruïnes.
Vers el 635 va fer homenatge a la dinastia Tang. Al final del segle i inici del segle viii hauria estat temporalment en alguns moments sota dominació tibetana com tota la baixa conca del Tarim. La dominació xinesa això no obstant, amb aquestes alternatives i la infiltració d'elements ètnics turcs, va continuar, mentre els sobirans de Yarkand (i els de Khotan) conservaven una àmplia autonomia interna; la dominació xinesa es va esvair després de la batalla del Talas el 751. Un temps després es va formar el kanat uigur que va sotmetre la conca del Tarim el 843.

#### Islam
Al segle x els karluks karakhànides es van desplaçar a través del Tien Shan fins a la conca occidental del Tarim; Khotan es va fer musulmana el 1006 i Yarkand en una data desconeguda però que va haver de ser una mica anterior (abans del 1000), segurament a l'arribada dels karakhànides. Progressivament el budisme i les llengües locals tocàries i iranianes van començar a desaparèixer. amb els progrés de la islamització i de la turquització de la conca del Tarim. El nom de Yarkand és testimoniat de manera certa al llibre de Mahmud al-Kashghari Diwan lughat al-turk (segle xi); el nom voldria dir "Riu de paret vertical deguda a l'erosió" o "gorga d'un riu". El kanat Karakhànida Oriental que tenia capital a Kashghar, va encunyar monedes a Yarkand on apareix el nom de la ciutat (1013/1014) sota Nasor al-Dawla Malik al-Mashrik kadir Khan Yusuf ibn Bughra Khan Harun (o Hasan) mort el 1032, i pel seu fill Sulayman Arslan Khan (mort 1057/1058). Els Hudud al-Alam esmenten Kashghar, Khotan i altres poblacions però en canvi Yarkand no hi apareix. De finals del segle xi i inicis del XII (1080-1135) es van trobar en un jardí uns documents jurídics el 1911 que George MacCartney, el cònsol britànic a Kashghar, va conservar, i que permeten fer-se una idea de les condicions socials a l'època; en aquestos documents la ciutat s'esmenta com a Yark.n.d.h; un document de data incerta (1082 o 1101) diu que el sobirà era Abu Ali al-Hasan Tafghaç Bughra Kara Khakan ibn Sulayman Arslan Kara Khakan que per altres fonts se sap que va governar de 1075 a 1103. A la meitat del segle xii els karakhanides van caure sota vassallatge dels Liao Occidentals o Kara Khitay; segons les fonts xineses el 1123 el gurkhan kara khitay Ye-liu Ta-shi, procedent del nord-oest de Shenshi, va envair la conca del Tarim i va ocupar Kashghar, Yarkand i Khotan; l'historiador àrab Ibn al-Athir relata una victòria del kan del kanat Kharakhànida Occidental Arslan Khan Ahmad (Harun ibn Hasan) sobre els kara khitay el 1128.

#### Mongols

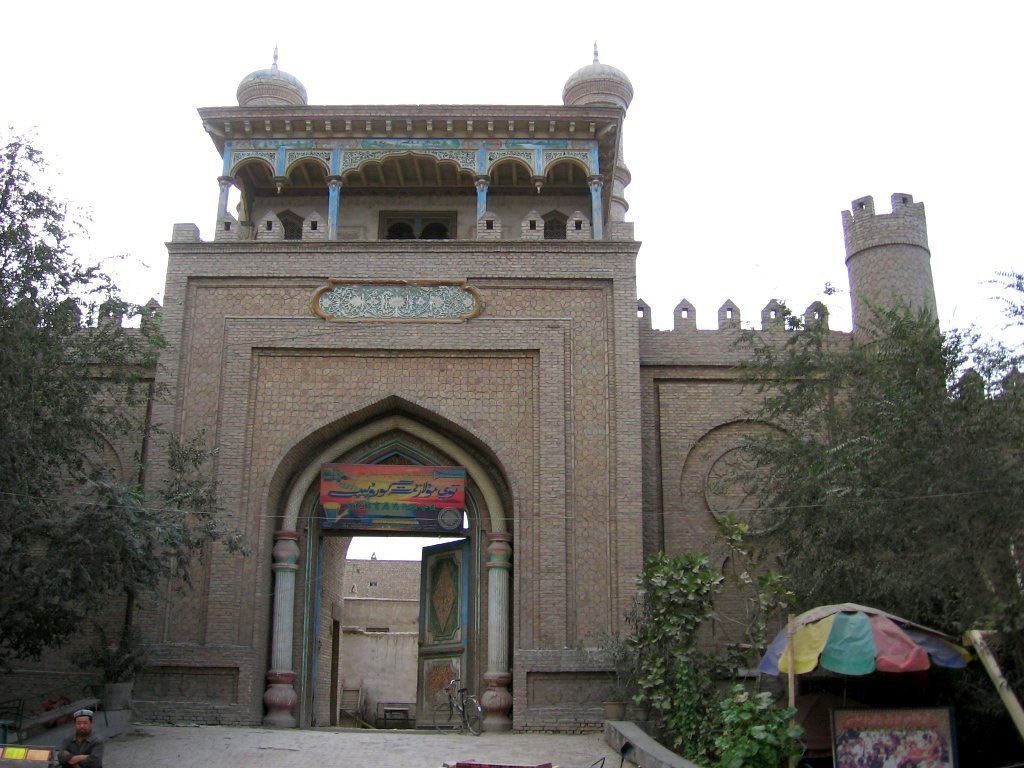
Una de les portes de l'antiga ciutadella

La conca del Tarim va restar prop d'un segle en mans dels kara khitay; el darrer gurkhan, l'usurpador naiman Kučlüg fou eliminat per Genguis Kan el 1218 i tot seguit va enviar una expedició a Kashghar, Khotan i Yarkand que es van rendir; el conqueridor va fer construir tretze estacions al llarg del riu, entre Yarkand i Khotan.
El 1274 Marco Polo va passar per Yarkand (que anomena Yarcan) fa esment de la presència de jacobites i nestorians junt a una majoria de musulmans i destaca que hi havia moltes persones afectats de goll segurament per falta de iode. La vila pertanyia llavors a un nebot de Kubilai Khan mentre que Kashghar i els territoris més enllà pertanyien a Kaidu Khan. El Turquestan Oriental (Mogolistan) va ser possessió dels txagataïdes i Yarkand fou una de les Alti Shahr (sis ciutats) junt amb Aksu, Uč Turfan, Kuča (Khuldja), Kashghar i Hotan.
Tamerlà va enviar una expedició a Kashghària dirigida pel seu net Iskandar Mirza, fill d'Umar Shaykh, el 1399/1400, el qual va conquerir Kashghar, Yarkand i Aksu; no obstant la regió va restar encara dos segles i mig en mans de kans txagataïdes si bé la poderosa família turco-mongola dels Dughlat en van ser els verdaders sobirans. El 1514 Mirza Muhammad Haydar Dughlat va expulsar a un usurpador que havia agafat el poder a Kashghària i va restaurar a la dinastia txagataïda del Mogolistan, establint el Kanat de Yarkand amb capital a Yarkand on va construir una ciutadella, sis portes i un arg interior, i va fer obrir canals de reg. Vers el final del segle xvi el urdu o centre del kan txagataïda del Mogulistan es trobava generalment a Yarkand; el 1603 governada Muhàmmad (successor del seu germà) quan hi va passar el frare portuguès Benet o Bento de Góis (conegut pels anglosaxons com Benedict de Goës) que esmenta la ciutat amb el nom de Hiarcan.

### Edat moderna
A partir del segle xvii va començar a augmentar el poder de la confraria nakhsbandita dels sayyid Khodja amb els afakiyya o aktaghlik (poble de la muntanya blanca), una branca que va exercir el poder de facto a Yarkand. Khans txagataïdes van subsistir fins al 1678, quan el kanat fou suprimit i els khoges van assolir tot el poder. El govern teocràtic dels khoges estava centrar a Kashghar i va tenir la protecció dels oirats (calmucs) que estaven concentrats a la vall de l'Ili i la Jungària. El carismàtic khoja Hadrat Afak (Apak Hidayat Allah) fou instal·lat a Kashghar i Yarkand el 1680. El 1750 el khoja Kiliç Burhan al-Din va dirigir una croada contra els infidels calmucs (budistes) però això va portar a la zona un exèrcit xinès que va annexionar Jungària (1755) i el 1758 es va apoderar de Yarkand i Kashghar. La Kashghària o Turquestan Oriental fou annexionada a l'Imperi xinès dels manxús (Qing, escrit alternativament Ch'ing).

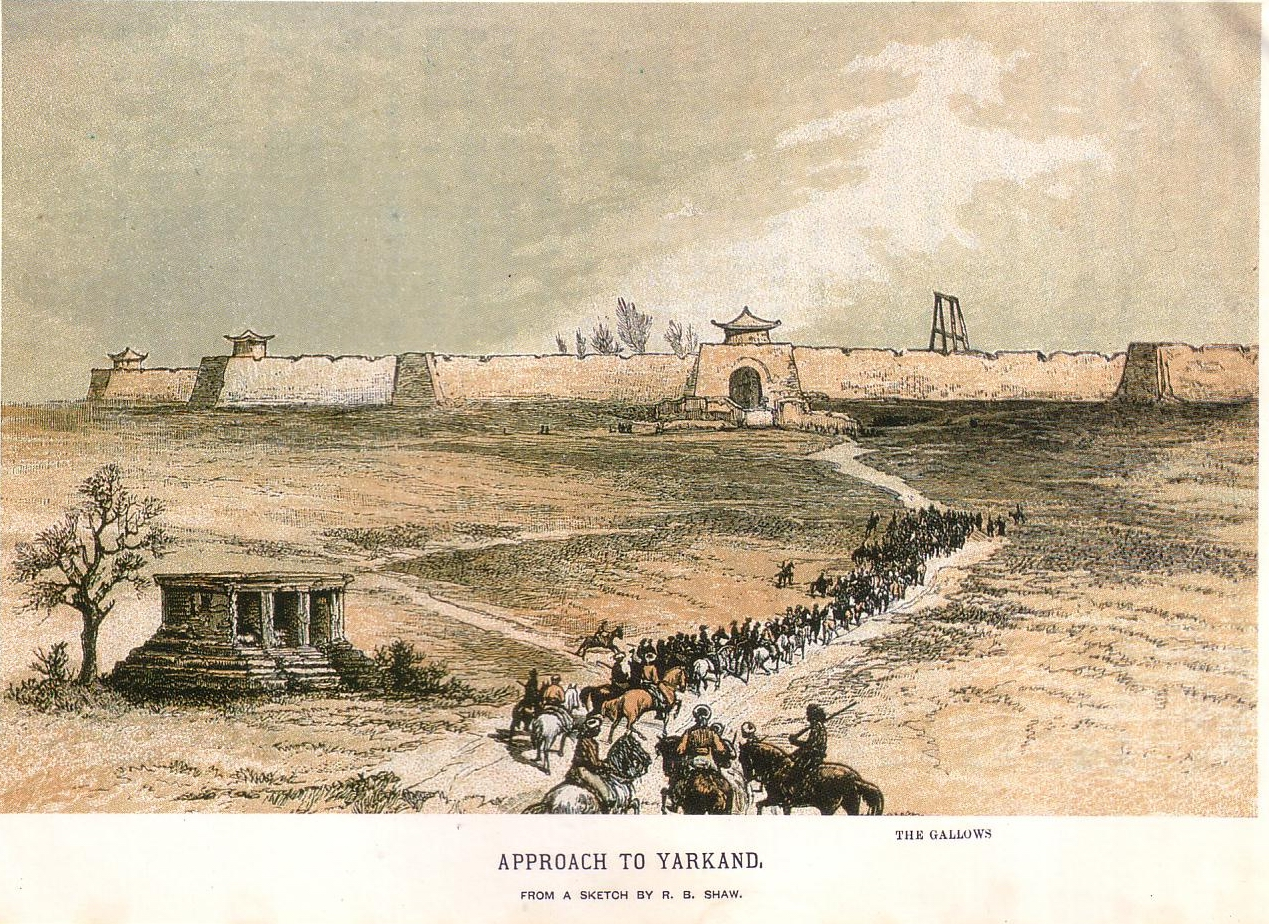
Muralles de Yarkand el 1868

Els xinesos van preferir Yarkand com a capital del Turquestan Oriental; el poder xinès no obstant va declinar progressivament i el 1820 el pretendent khoja Jahangir va tornar al país procedent del kanat de Kokand i va fomentar una revolta a les Alti Shahr; els turcs musulmans de la província es van aixecar diverses vegades sent la més important la revolta de Yarkand de l'agost de 1863 que va acabar amb el general kokandí Muhammad Yakub Beg, enviat per ajudar a un pretendent khoja, assolint el poder (1865) i governant com a kan o emir de Kashghària amb capital a Kashghar (1867-1877). Dos ambaixadors britànics a la cort de Yakub Beg, Shaw (1868) i Forsyth (1870 i 1873) van portar a Europa notícies d'aquestos territoris desconeguts. Després del 1877 els xinesos van reunir la Jungària, el Uiguristan i les Alti Shahr i van formar la província de Sinkiang (Nous Territoris, modernament Xinjiang) el 1884, governat per un Tao-t'ai (governador-prefecte de divisió) amb capital a Kashghar on es van instal·lar els consolats occidentals.
Al segle xx Yarkand va estar implicada en els moviment seccessionistes turco-musulmans (uigurs) de la conca del Tarim en els anys 1930 i 1940. Els mars-maig de 1933 Yarkand (tant la vella ciutat musulmana com la part nova de barris xinesos) va caure en mans del govern islàmic de Khotan de l'amir Abd Allah Khan. Sheng Shih-ts'ai un senyor de la guerra representant del govern central de la Xina, va restaurar el poder xinès al Sinkiang Meridional amb ajut de la Unió Soviètica; però una nova revolta coneguda com a Sabil Allah va fer passar Yarkand a mans dels rebels turcs anticomunistes (abril de 1937) fins al setembre de 1937. El 1945 la revolta del Turquestan Oriental contra els xinesos del Kuomintang però el 1947 els comunistes van prendre el poder i el 1949 milers de xinesos van començar a emigrar a la zona per alterar l'estatus ètnic. Vegeu Xinjiang (història).